# Кастильський Бургундський дім

Герб Кастильської Корони

Бургу́ндський дім (ісп. Casa de Borgoña), або Бургу́ндська дина́стія (ісп. Dinastia de Borgoña) — середньовічна бургундська династія, що правила в королівствах Кастилії та Леону в 1126—1369 роках. Бічна гілка Іврейського дому. Походить від бургундського графа Раймунда, чоловіка кастильсько-леонської королеви Урраки з династії Хіменесів. Його син Альфонсо VII був першим представником Бургундського дому на троні Кастилії та Леону. Згасла 1369 року після правління кастильського короля Педро І, який не лишив по собі законного спадкоємця чоловічої статі. Його зведений брат, трастамарський граф Енріке II захопив кастильський трон, давши початок Трастамарській династії. Кастильський Бургундський дім не слід плутати із португальським Бургундським домом, що походить від франкських герцогів Бургундії.

## Монархи
- Альфонсо VII (1127—1157)
- Санчо III (1157—1158)
- Альфонсо VIII (1158—1214)
- Енріке I (1214—1217)
- Беренгарія (1217)
- Фернандо III (1217—1252)
- Альфонсо X (1252—1284)
- Санчо IV (1284—1295)
- Фернандо IV (1295—1312)
- Альфонсо XI (1312—1350)
- Педро I (1350—1366, 1367—1369)

## Родинні зв'язки
- Португальський Бургундський дім
  1. Афонсу II (1185—1223), король Португалії (1211—1223) ∞ Уррака (1186—1220), донька кастильського короля Альфонсо VII
  2. Афонсу III (1210—1279), король Португалії (1248—1279) ∞ Беатриса (1242—1303), донька кастильського короля Альфонсо X